# DC Supercars
DC Supercars, vorher Hand Crafted Cars, war ein britischer Hersteller von Automobilen.

## Unternehmensgeschichte
Dave Harrison und Ron Spearink gründeten 1998 das Unternehmen Hand Crafted Cars im Londoner Stadtteil Thornton Heath. Sie begannen mit der Produktion von Automobilen und Kits. Der Markenname lautete RD 1. Als Spearink 2003 ausschied und Clive Dingwall neuer Partner von Harrison wurde, erfolgte die Umfirmierung in DC Supercars und der Umzug nach Boston in Lincolnshire. Insgesamt entstanden etwa 56 Exemplare.
Eine andere Quelle gibt als alleinigen Hersteller Hand Crafted Cars von 1998 bis 2005 sowie den Markennamen Hand Crafted Cars an. Das Unternehmen wurde im Februar 2012 aufgelöst.

## Fahrzeuge
Im Angebot standen Nachbildungen des Lamborghini Diablo. Erstes Modell war 1998 das Coupé. 2002 ergänzte die Roadster genannte offene Version das Sortiment. Die Basis bildete ein Spaceframe-Rahmen. Darauf wurde eine Karosserie aus Fiberglas montiert. Viele Teile, so auch die Bremsen, stammten vom Ford Granada. Der Motor war in Mittelmotorbauweise hinter den Sitzen montiert. Üblicher Motor war ein V8-Motor von Rover.
Das Coupe war mit etwa 40 verkauften Exemplaren erfolgreicher als der Roadster.